# Прокофьев-Северский, Александр Николаевич
Алекса́ндр Никола́евич Проко́фьев-Се́верский (англ. Alexander de Seversky; 24 мая 1894, Тифлис — 24 августа 1974, Нью-Йорк) — русский и американский лётчик, изобретатель, авиаконструктор и видный теоретик боевого применения стратегической авиации, один из основоположников ВВС США, обосновавший перед высшим руководством страны необходимость выделения авиации в отдельный вид вооружённых сил.

## Русский военный лётчик
Родился в семье потомственных дворян. Его предки Прокофьевы были военными, а отец, Николай Георгиевич Прокофьев, стал известным в Петербурге певцом, режиссёром и владельцем театра (его сценический псевдоним — Северский). Учился в Морском кадетском корпусе, который окончил в декабре 1914 года в чине мичмана. К моменту поступления в корпус уже умел летать — отец был одним из первых самолётовладельцев в России. По выпуску из корпуса зачислен в 1-й Балтийский флотский экипаж.
В 1914—1915 годах в России при Военно-морском флоте начали создавать авиационные группы, предназначенные для морской разведки и совместных действий с кораблями. По приказу адмирала Эссена молодой офицер Прокофьев-Северский был направлен на Курсы авиации и воздухоплаванья имении В. В. Захарова при Петербургском политехническом институте для получения необходимой теоретической подготовки. После окончания курсов был откомандирован в Севастопольскую военную авиационную школу для подготовки лётчиков морской авиации. 2 июля 1915 года сдал экзамен и получил звание морского лётчика. Направлен на службу на базу гидросамолётов «Конкорд», стоявшую на острове Эзель. Но прослужил там буквально несколько дней: 6 июля 1915 года при возвращении из боевого вылета подорвался на собственной бомбе и был тяжело ранен. Ему ампутировали правую ногу. Тем не менее он решил вернуться в строй и упорно учился ходить сначала на костылях, а затем с протезом.
В начале 1916 года приступил к службе на петербургском заводе 1-го Российского товарищества воздухоплавания в качестве наблюдателя за постройкой и испытанием гидросамолётов, предназначенных для авиации Балтийского флота. В это время начал работать в качестве конструктора. Предложил схему, чертежи конструкции и технологию перехода летающих лодок с поплавков на лыжи, что позволило авиации флота действовать зимой. Чтобы доказать, что может летать, однажды во время показательных полётов без разрешения заменил недостающего лётчика. Узнав об этом случае, Николай II захотел сам увидеть прославившегося офицера и лично разрешил Прокофьеву-Северскому летать.
Весной 1916 года зачислен морским лётчиком 3-й авиационной станции Авиационного отдела службы связи Балтийского флота. Вскоре проявил себя в боевых вылетах, был ранен в воздушном бою 1 августа 1916 года. 3 февраля 1917 года Прокофьеву-Северскому «за отличие» был присвоен чин лейтенанта по флоту. В боевом вылете 1 октября 1917 года из-за остановки мотора совершил вынужденную посадку в немецком тылу, сжёг самолёт и, пройдя свыше 30 вёрст, вышел в расположение своих войск. 12 октября 1917 года «за отличие в делах против неприятеля» произведён в чин старшего лейтенанта.
К моменту Октябрьской революции 1917 года лейтенант Прокофьев-Северский был одним из самых известных лётчиков-асов в России. Ряд авторов приводят значительные боевые результаты, достигнутые Прокофьевым: он налетал 1600 часов, участвовал в 57 воздушных боях, одержал 13 побед. Другие авторы критикуют эти цифры, приводя встречные аргументы, что 1600 часов налёта имела вся Балтийская авиация за весь 1916 год! По количеству воздушных побед А. Н. Прокофьева-Северского в литературе указываются различные цифры, вплоть до отрицания его статуса аса. Так, указывается что официально ему была засчитана только 1 личная победа и ещё 2 групповые победы подтверждаются найденными в архивах германскими документами, а остальные его 10 побед ничем не подтверждены. Имел множество боевых наград, в том числе почётное Золотое оружие и орден Св. Георгия 4-й степени, вручённый лично главой Временного правительства — А. Ф. Керенским. Был награждён специальной наградой за ценные изобретения в области морской авиации. Занимал должность технического консультанта при Адмиралтействе.

## Авиаконструктор
В начале 1918 года под предлогом болезни выехал через Владивосток в США. В марте 1918 года прибыл в США в качестве агента по делам Военно-морского флота при ещё действовавшем российском посольстве в Вашингтоне. Оставшись не у дел, Прокофьев-Северский стал подыскивать себе новую работу. Вскоре состоялась его встреча с известным генералом Билли Митчеллом — убеждённым сторонником развития бомбардировочной авиации, будущим «крёстным отцом» американских военно-воздушных сил. Прокофьев-Северский (вскоре сменил фамилию на Северский) поделился с ним своими соображениями по техническому усовершенствованию самолётов. Идеи молодого русского лётчика заинтересовали генерала, и он осенью 1918 года предложил ему место инженера-консультанта при Военном министерстве в Вашингтоне. В 1927 году получил американское гражданство, а год спустя ему было присвоено звание майора ВВС США в запасе.
Для развития и коммерческого использования своих идей в 1922 году основал фирму «Seversky Aero Corp». Компания работала успешно, было разработано несколько технических новинок, однако во время Великой депрессии разорилась. В феврале 1931 года Северский основал новую фирму «Seversky Aircraft Corp.», где являлся одновременно президентом, конструктором и лётчиком-испытателем; главным инженером стал его земляк, талантливый грузинский авиаконструктор Александр Картвели. Среди их разработок такие самолёты как SEV-3, P-35, 2PA. Являясь авиаконструктором и владельцем фирмы, Северский продолжал сам испытывать и пилотировать самолёты. Например, он был первым среди американцев, пилотировавших новейший (на то время) английский истребитель Supermarine Spitfire.
Фирма разработала несколько новых моделей самолётов, но не была коммерчески успешной, и в 1939 году Северского без его ведома и в его отсутствие сняли с поста президента, а саму фирму преобразовали и переименовали в Republic Aviation Corporation.

## Писатель и военный аналитик
Благодаря своему умению выступать на публике, Северский стал знаменитостью и постоянно находился в центре внимания прессы. Даже его переезд на новую квартиру в 1942 году удостоился заметки в The New York Times.
Всеобщую известность Северскому принесла книга Victory Through Air Power («Воздушная мощь — путь к победе»), опубликованная в 1942 году и быстро ставшая бестселлером. В этой книге А. Н. Северский аргументированно утверждает, что США могут и должны стать державой, лидирующей в воздухе, заняв тем самым военное лидерство в мире.
По этой книге компания Уолта Диснея сняла пропагандистский фильм, в котором, в промежутках между рисованными анимированными сценами, выступал сам Александр Северский. Этот фильм Рузвельт и Черчилль просматривали совместно.
К концу Второй мировой войны Прокофьев-Северский был признанным авторитетом в делах военной стратегии и имел должность консультанта по военным делам при правительстве США. В 1946 он был награждён медалью «За заслуги» — самой почётной на тот момент наградой США, присуждаемой гражданским лицам. В специальном послании Президента США Г. Трумэна по случаю награждения говорилось, что «авиационные знания господина Северского, его целеустремленность и энергичная пропагандистская деятельность оказали большую помощь в деле окончания войны».
С 1960 годов занимался проблемами изобретений в области экологии, создав фирму «Seversky Elektronatom Corp.». В последние годы жизни увлекся проблемами защиты окружающей среды, разработал электростатический фильтр для очистки промышленных отходов, а также изобрел экологически чистый летательный аппарат «Ионокрафт» (1964).
До конца своей жизни Прокофьев-Северский оставался консультантом ВВС США и лектором Авиационного университета, где обучались будущие командиры военно-воздушных подразделений. Он много ездил по стране, читал лекции, выступал в прессе, участвовал в конференциях. Был членом многих общественных организаций, в том числе Общества американских военных инженеров, Ассоциации пилотов-спортсменов США. Имел степень почётного доктора наук. Являлся постоянным консультантом ВВС США.
А. Прокофьев — герой рассказа А. И. Куприна «Сашка и Яшка». Ему посвящены страницы в романе В. С. Пикуля «Моонзунд».

## Семья
В 1925 году женился на американке Эвелин Олифант, которая стала верной подругой и единомышленницей мужа. Она научилась управлять самолётом и сама много летала. У Северских была собака по кличке Водка — в память о России и о бесшабашной молодости Александра. То муж, то жена брали Водку в полёты, и собаке очень нравилось в воздухе.

## Воинские звания
- Корабельный гардемарин (1914).
- Мичман (06.11.1914).
- Лейтенант (1916, за боевые отличия).
- Старший лейтенант (12.10.1917, за боевые отличия).

## Награды
- Орден Святого Георгия 4-й степени (1917)
- Георгиевское оружие (28.11.1916)
- Орден Святого Владимира 4-й степени
- Орден Святого Станислава 2-й степени и 3-й степени с мечами и бантом (18.01.1916)
- Ордена Святой Анны 2-й степени и 4-й степени с надписью «За храбрость»
- Медаль «За заслуги» (США) (1945)
- Exceptional Service Medallion (США, 1969)
- Трофей Хармона (США, 1939)
- National Aviation Hall of Fame (США, 1970)